# Bảo tàng Dược Đại Bàng
Bảo tàng Dược Đại Bàng nằm ở rìa phía tây nam của Quảng trường Bohaterów Getta, số 18 (trước đây là Maly Rynek, sau đó là Plac Zgody) ở Kraków, Ba Lan.
Từ năm 1910, chủ sở hữu của nó là Jozef Pankiewicz và sau đó là ông Tadeusz Pankiewicz (21 tháng 11 năm 1908 - 5 tháng 11 năm 1993), con trai ông đã điều hành nó từ năm 1933. Trước Thế chiến II, đây là một trong bốn nhà thuốc ở quận Podgórze. Khách hàng của nó gồm cả cư dân Ba Lan và Do Thái của huyện. Một khách hàng thường xuyên là, ví dụ, tổ chức từ thiện "Bikkur Cholim".
Vào tháng 3 năm 1941, người Đức đã thành lập một khu ổ chuột ở Podgórze cho người Do Thái của Kraków, nhà thuốc của Pankiewicz là nhà nước duy nhất ở biên giới có chủ sở hữu của nó là Người Ba Lan duy nhất có quyền ở lại trong đó.
.
Trong cuộc di dời đẫm máu tại Plac Zgody vào năm 1942, nhân viên Nhà thuốc đã cấp thuốc và băng vết thương miễn phí trong khi các khu vực của nó được sử dụng làm nơi trú ẩn để cứu người Do Thái khỏi bị trục xuất đến các trại hủy diệt
Pankiewicz và các trợ lý của ông Irena Drozdzikowska, Aurelia Danek và Helena Krywaniuk là những người liên lạc giữa người Do Thái trong khu ổ chuột và xa hơn nữa, truyền thông tin và buôn lậu thực phẩm. Họ cũng là những nhân vật có giá trị đối với những người Do Thái được ủy thác bởi những người Do Thái bị trục xuất trong những giây phút cuối cùng trước khi rời khỏi khu ổ chuột.